# Ернст Куцорра
Ернст Куцорра (нім. Ernst Kuzorra, нар. 16 жовтня 1905, Гельзенкірхен — пом. 1 січня 1990, Гельзенкірхен) — німецький футболіст, напівсередній або центральний нападник. По завершенні ігрової кар'єри — тренер.

## Біографія
Народився в родині шахтаря Карла Куцорри і його дружини Берти. У 1919 році прийшов до футбольної школи «Шальке 04». За основний склад дебютував у сімнадцять років — 22 квітня 1923 року. Гельзенкірхенський клуб поступово почав набирати оберти і на початку 30-х років став одноосібним лідером німецького футболу.
Той час вважається золотою ерою в історії «Шальке 04». Атлетичний, технічний і результативний нападник був одним з найяскравіших представників тїєї команди, що грала в короткий пас, з швидким переміщенням гравців та м'яча, зі зміною позицій і постійними забіганнями футболістів у вільний простір. За свій стиль гри «Шальке 04» прозвали «Дзигою» (нім. «Schalker Kreisel»).
1934 року забив вирішальний гол у фіналі першості Німеччини і його команда вперше в своїй історії здобула чемпіонський титул. Брав участь у дев'яти фіналах національних чемпіонатів і п'яти розіграшів кубка Німеччини. Сім з них завершилися перемогами гельзенкірхенського клубу. Тривалий час був капітаном команди.
Перший представник гельзенкірхенського клубу в національній збірній. Дебютував 20 листопада 1927 року у Кельні, проти збірної Нідерландів. Гра завершилася нічиєю — 2:2. Наступного року їздив на Олімпійські ігри до Антверпена, але за перебігом подій у поєдинках з швейцарцями і уругвайцями спостерігав з лави запасних. 23 вересня забив перший гол за команду Німеччини, в Осло — господарям поля.
Збірна Отто Нерца грала в англійській, силовій манері, яка відрізнялася від технічного і комбінаційного «Шальке 04». Тому і лідеру клуба, майже не знаходилося місця в головній команді країни. Найбільш вдалим був 1930 рік: у матчі проти швейцарців відзначився хет-триком і грав проти команди англійських професіоналів на чолі з Девідом Джеком, Джо Бредфордом і Віком Вотсоном (нічия 3:3).
Разом з іншою легендою гельзенкірхенців, Фріцом Шепаном, провів у збірній один матч — 27 вересня 1931 року. В Ганновері перемогли команду Данії з рахунком 4:2 (голи забивали: Гофманн (3), Куцорра — Нільссон, Йоргенсен).
Найкращий бомбардир клубу в офіційних іграх — 265 голів (приблизно в 350 матчах). Останній матч провів 12 листопада 1950 року проти бразильського «Атлетіко Мінейро». На той час йому виповнилося 45 років; 27,5 з яких він захищав кольори «Шальке 04».
В сезоні 1935/36 очолював дортмундську «Боруссію». З 1942 по 1946 рік очолював команду «Еркеншвік», протягом сезону був граючим наставником «Шальке 04» (1946/47). 1970 року, вдруге став головним тренером гельзеннкірхенців, але цього разу фіктивно, лише на папері: у югослава Слободана Цендича не було відповідної ліцензії. У 1976 році займав посаду віце-президента.
Був власником тютюнової фабрики і лотерейної крамниці. З 1985 року — почесний громадянин міста Гельзенкірхен.
Ернст Куцорра і Фріц Шепан вважаються найкращими футболістами «Шальке 04» першої половини 20-го століття. Його сестра, Еліс Куцорра, 1931 року одружилася з Шепаном.

## Досягнення
- Чемпіон Німеччини (6):

«Шальке 04»: 1934, 1935, 1937, 1939, 1940, 1942
- Володар Кубка Німеччини (1):

«Шальке 04»: 1937

## Статистика
Загальний огляд ігрової кар'єри:
|                     | Ігри | Голи |
| ------------------- | ---- | ---- |
| Збірна Німеччини    | 12   | 7    |
| Чемпіонат Німеччини | 79   | 48   |
| Регіональна ліга    |      | 144  |
| Кубок Німеччини     | 39   | 26   |
| Всього              |      | 225  |

Участь у фіналах національних турнірів:
| Сезон | Турнір    | Переможець    | Рахунок | Фіналіст       | Автори голів                                                |
| ----- | --------- | ------------- | ------- | -------------- | ----------------------------------------------------------- |
| 1933  | чемпіонат | «Фортуна»     | 3:0     | «Шальке 04»    | Зволановскі, Мель, Гохгесанг                                |
| 1934  | чемпіонат | «Шальке 04»   | 2:1     | «Нюрнберг»     | Шепан, Куцорра — Фрідель                                    |
| 1935  | чемпіонат | «Шальке 04»   | 6:4     | «Штутгарт»     | Урбан, Пертген (3), Геллеш, Кальвіцкі — Бекле (2), Кох, Руц |
| 1935  | кубок     | «Нюрнберг»    | 2:0     | «Шальке 04»    | Айбергер, Фрідель                                           |
| 1936  | кубок     | «Лейпциг»     | 2:1     | «Шальке 04»    | Май, Габріель — Кальвіцкі                                   |
| 1937  | чемпіонат | «Шальке 04»   | 2:0     | «Нюрнберг»     | Кальвіцкі, Пертген                                          |
| 1937  | кубок     | «Шальке 04»   | 2:1     | «Фортуна»      | Кальвіцкі, Шепан — Янес                                     |
| 1938  | чемпіонат | «Ганновер 96» | 3:3     | «Шальке 04»    | Р. Менг, Геллеш (а/г), Е. Менг — Пертген (2), Кальвіцкі     |
| 1938  | чемпіонат | «Ганновер 96» | 4:3     | «Шальке 04»    | Р. Менг (2), Якобс, Е. Менг — Куцорра (2), Шепан            |
| 1939  | чемпіонат | «Шальке 04»   | 9:0     | «Адміра»       | Кальвіцкі (5), Урбан, Тібульскі, Куцорра, Шепан             |
| 1940  | чемпіонат | «Шальке 04»   | 1:0     | «Дрезднер»     | Кальвіцкі                                                   |
| 1941  | чемпіонат | «Рапід»       | 4:3     | «Шальке 04»    | Шорс, Біндер (3) — Гінц (2), Еппенгофф                      |
| 1941  | кубок     | «Дрезднер»    | 2:1     | «Шальке 04»    | Куглер, Карстенс — Куцорра                                  |
| 1942  | чемпіонат | «Шальке 04»   | 2:0     | «Ферст Вієнна» | Кальвіцкі, Шепан                                            |
| 1942  | кубок     | «Мюнхен 1860» | 2:0     | «Шальке 04»    | Вілімовський, Шмідгубер                                     |

Статистика виступів у національній збірній:
| Рік    | Ігри | Голи |
| ------ | ---- | ---- |
| 1927   | 1    | 0    |
| 1928   | 2    | 1    |
| 1930   | 2    | 3    |
| 1931   | 2    | 1    |
| 1932   | 3    | 0    |
| 1936   | 1    | 2    |
| 1938   | 1    | 0    |
| Всього | 12   | 7    |